# Air-France-Flug 2005
Der Air-France-Flug 2005 (Flugnummer AF2005, Funkrufzeichen: AIRFRANS 2005) war ein internationaler Linienflug der Air France von Paris nach Casablanca mit einem planmäßigen Zwischenstopp in Rabat. Am 12. Januar 1961 ereignete sich am Ende des ersten Abschnitts dieses Fluges ein schwerer Flugunfall, bei dem die an diesem Tag eingesetzte Sud Aviation SE-210 Caravelle III kurz vor der Landung auf dem Flughafen Rabat ins Gelände geflogen wurde, wobei alle 77 Insassen an Bord starben. Zudem war es bis zum Flugunfall einer Sud Aviation Caravelle der Royal Air Maroc 1973 der schwerste Flugunfall auf marokkanischem Boden.

## Maschine
Bei der betroffenen Maschine handelte es sich um eine Sud Aviation SE-210 Caravelle III mit der Werknummer 68, die, zugelassen auf den Hersteller Sud Aviation, ihren Erstflug am 17. Mai 1961 mit dem Luftfahrzeugkennzeichen F-BJTB absolviert hatte, ehe sie am 30. Mai 1961 neu an die Air France ausgeliefert wurde, bei der sie den Taufnamen Béarn erhielt. Das zweistrahlige Mittelstrecken-Schmalrumpfflugzeug war mit zwei Triebwerken des Typs Rolls-Royce Avon 532 ausgestattet. Bis zum Zeitpunkt des Unfalls hatte die Maschine eine Gesamtbetriebsleistung von 688 Betriebsstunden absolviert.

## Besatzung
Den Flug auf dem Flugabschnitt von Paris nach Rabat hatten 71 Passagiere angetreten. Es befand sich eine sechsköpfige Besatzung an Bord, bestehend aus einem Flugkapitän, einem Ersten Offizier, einem Flugingenieur und drei Flugbegleitern. Der Flugkapitän Seaume verfügte über 10.693 Stunden Flugerfahrung, wovon 344 Stunden auf die Sud Aviation Caravelle entfielen. Den Flughafen Rabat hatte er in der Vergangenheit 31-mal angeflogen. Der Erste Offizier Simeoni verfügte über 3.858 Stunden Flugerfahrung, von denen 988 Stunden auf die Sud Aviation Caravelle entfielen. Er war zuvor dreimal in Rabat gelandet. Der Flugingenieur Nicora verfügte über 6.553 Stunden Flugerfahrung, davon 173 im Cockpit der Sud Aviation Caravelle. Darüber hinaus befanden sich die Flugbegleiterin Metenier sowie die Flugbegleiter Duhamel und Jacomon an Bord.

## Unfallhergang
Der Flug auf dem Flugabschnitt vom Flughafen Paris-Orly zum Flughafen Rabat verlief bis zum Beginn des Anfluges ohne besondere Vorkommnisse. Der Anflug wurde unter schwierigen Wetterbedingungen durchgeführt, so herrschte dichter, tiefer Nebel vor, der die Sicht beeinträchtigte. Die Maschine überflog das ungerichtete Funkfeuer KJ, das sich 800 Meter westlich des Flughafens befand und die Piloten flogen anschließend eine 360-Grad-Kurve, um an Höhe zu verlieren. Die Maschine überflog Rabat in einer Höhe von 1.650 Fuß. Um 21:08 Uhr erbaten die Piloten den Flug einer 180-Grad-Kurve, um dem Localizer für Landebahn 04 zu folgen. Der Flugkapitän erklärte dann gegenüber der Flugsicherung, einen Anflug über das ungerichtete Funkfeuer versuchen zu wollen, der Fluglotse erwiderte darauf, dass diese Anlage nicht entlang der Anfluggrundlinie lag. Der Erhalt dieses Funkspruches wurde durch die Piloten nicht bestätigt. Um 21:10 Uhr richtete der Fluglotse einen Funkspruch an die Piloten, in dem er mitteilte, dass die Sichtweite 100 Meter betrug. Es stellte sich später heraus, dass das Flugzeug um 21:09 Uhr Ortszeit auf dem Boden aufgeprallt war, wobei alle 77 Personen an Bord getötet worden waren. Die Maschine war durch den Aufprall und den darauf folgenden Brand völlig zerstört worden.

## Unfallursache
Die Unfallermittler führten den Unfall auf ein unergonomisches Design des Kollsman-Fensterhöhenmessers zurück, mit dem diese Caravelle ausgestattet war. Der Ablesefehler habe dazu geführt, dass der Pilot den Sinkflug fünf Kilometer zu früh einleitete und die Maschine daher 1.000 Fuß zu tief flog.

## Trivia
Einige Quellen behaupten fälschlicherweise, dass die Unfallmaschine den Taufnamen Antilles getragen habe. Dieser Taufname war der Schwestermaschine F-BJTA zugeteilt.